# ملکون کیورجیان
ملکون "هراند" کیورجیان (ارمنی: [] Error: {{Lang}}: فاقد متن (راهنما) زاده ۱۸۵۹ - درگذشته ۱۹۱۵) یک نویسنده، استاد دانشگاه و کنشگر اجتماعی برجسته ارمنی بود. وی در جریان نسل‌کشی ارمنی‌ها توسط حکومت ترکان جوان عثمانی کشته شد.

## زندگی
کیورجیان در روستای Havav در منطقه Palu که امروزه الازیغ نامیده می‌شود به دنیا آمد. کیورجیان در مدرسه محلی ارمنیان حضور یافت. در سن ۱۱ سالگی به کنستانتینوپل نقل مکان نمود جایی که وی در مدرسه علوم دینی برجسته ارمنیان در محله اسکودار حضور یافت. پس از تکمیل تحصیلات در مدرسه علوم دینی و دیرتر صومعه صلیب مقدس، وی بین سال‌های ۱۸۷۸ تا ۱۸۹۶ به شغل معلمی پرداخت. وی دروس تاریخ ارمنستان زبان و فرهنگ ارمنی را در بسیاری از مدارس ارمنیان از جمله «دبیرستان مرکزی ارمنیان» تدریس نمود
در سال ۱۸۹۳ به اتهام فعالیت سیاسی زندانی شد. به واسطه نبود ثبات سیاسی وی به وارنا در بلغارستان گریخت.

## مرگ
در تاریخ ۲۴ آوریل ۱۹۱۵ ملکون کیورجیان به همراه دیگر اندیشمندان و چهره‌های برجسته ارمنی جامعه کنستانتینوپل توسط مقامات استانی امپراتوری عثمانی در پروژه نسل‌کشی ارمنی‌ها به مقصدی نامعلوم تبعید شد. وی خود را حومه آنکارا یافت و در نهایت توسط ژاندارم‌های ترک کشته شد.